# Тепловой пробой
Тепловой пробой — это необратимый вид пробоя p-n-перехода, являющийся следствием увеличения обратного напряжения.
При электрическом пробое ток возрастает и, достигая определенного значения, может начать необратимый процесс разрушения p-n-перехода. Поэтому одним из важнейших параметров полупроводникового прибора является максимально допустимое обратное напряжение (пробивное напряжение), при котором сохраняется основное свойство полупроводника — односторонняя проводимость. Превышение напряжением величины пробивной проводимости может привести к выходу из строя полупроводникового прибора
.

## Свойства пробивного напряжения теплового пробоя
- рост температуры окружающей среды и ухудшение условий теплоотвода уменьшает пробивное напряжение проводника
- уменьшение обратного тока увеличивает пробивное напряжение

## Механизм возникновения теплового пробоя
При увеличении температуры транзистора происходит возрастание коллекторного тока, вызывающее возрастание тепловой мощности, рассеиваемой в транзисторе, и его температуры.
В транзисторах обратный ток р-n перехода сильно зависит от температуры:
{\displaystyle I_{invT2}=I_{invT1}\alpha ^{T_{2}-T_{1}}}
здесь: {\displaystyle I_{invT2}} - обратный ток p-n перехода при температуре {\displaystyle T_{2}}, {\displaystyle I_{invT1}} - обратный ток p-n перехода при температуре {\displaystyle T_{1}}, {\displaystyle \alpha } - величина, для германиевого р-n перехода примерно равная {\displaystyle 1,08},
Рассеиваемая на p-n переходе тепловая мощность {\displaystyle P_{pn}}:
{\displaystyle P_{pn}=U_{inv}I_{inv}=U_{inv}I_{invT1}\alpha ^{T_{2}-T_{1}}}
здесь {\displaystyle U_{inv}} - обратное напряжение, приложенное к p-n переходу.
Отводимая от перехода тепловая мощность {\displaystyle P_{out}} пропорциональна разности температур перехода {\displaystyle T_{pn}} и корпуса прибора {\displaystyle T_{kor}}:
{\displaystyle P_{out}={\frac {T_{pn}-T_{kor}}{R_{T}}}}
Условием теплового пробоя является неравенство:
{\displaystyle {\frac {dP_{pn}}{dT_{pn}}}>{\frac {dP_{out}}{dT_{pn}}}}
или
{\displaystyle 0,077U_{inv}I_{inv}>{\frac {1}{R_{T}}}}